# ماجونغاصور
الماجونغاصور (الاسم العلمي: Majungasaurus) وتعني ("سحلية ماهاجانجا")، وهي جنس من ديناصورات وحشيات الأرجل الأبليصورية عاش منذ 70 إلى 66 مليون سنة في مدغشقر خلال نهاية العصر الطباشيري، مما يجعلها واحدة من آخر الديناصورات غير الطيرية المعروفة التي انقرضت خلال حدث انقراض العصر الطباشيري-الباليوجيني. يشمل الجنس على نوع واحد هو (Majungasaurus crenatissimus).